# Sikkimia
Sikkimia es un género de insecto coleóptero de la familia Chrysomelidae.

## Especies
Las especies de este género son:
- Sikkimia antennata Duvivier, 1891
- Sikkimia metallica Jacoby, 1903
- Sikkimia tamra Maulik, 1936